# قسم إمامزاده عبد الله الريفي (مقاطعة فريدون كنار)
قسم امامزادة عبد الله الريفي (مقاطعة فريدونكنار) (بالفارسية: دهستان امامزاده عبدالله) هي منطقة ريفية تقع في مازندران في إيران. يقدر عدد سكانها بـ 17,097 نسمة .